# Estatuto del Sarre
El Estatuto del Sarre (en alemán Saarstatut) fue un proyecto de resolución enmarcada en los Acuerdos de París de 1954 que buscaban dotar al estado del Sarre una autonomía bajo control europeo. Tras la derrota de la Alemania nazi en la Segunda Guerra Mundial, desde 1947 el protectorado del Sarre estaba bajo administración francesa.
En ese contexto, Francia y Alemania acordaron crear un Estatuto Europeo para el Sarre, que le otorgaría autonomía política pero manteniéndole vinculado económicamente a Francia. A petición francesa los votantes del Sarre decidirían la aplicación del Estatuto en un referéndum. Sin embargo, no estipuló ninguna disposición para el caso de que se rechazara la propuesta del Estatuto. Entonces, cuando la población del Sarre votó en contra en el plebiscito, Francia se vio obligada a aceptar el ingreso de este territorio en la República Federal Alemana. De esta forma, tras un periodo de transición el Sarre pasó a ser otro estado federado de la República Federal de Alemania el 1 de enero de 1957.
En el caso de que el «Sí» hubiese ganado el referéndum de 1955 en favor del Estatuto Europeo del Sarre, las instituciones de la actual Unión Europea estarían establecidas en su capital Saarbrücken, en lugar de Bruselas, Estrasburgo y Luxemburgo.

## Antecedentes
En 1945, Francia victoriosa tras la Segunda Guerra Mundial, envió a sus soldados al Sarre para relevar a las tropas estadounidenses, con el objetivo de anexionarse la región. Sin embargo, ante la imposibilidad de dicha aspiración, se conforma con colocar al Sarre bajo su protectorado. Dos años después, el primer parlamento del Sarre votó masivamente en favor de una unión económica con Francia y de una separación de Alemania, con la perspectiva de un estatuto internacional. Ese mismo año se realizan las primeras elecciones estatales de Sarre.
La autonomía del Sarre es definida y validada por la Convención General entre el Sarre y Francia del 3 de marzo de 1950. El artículo 1 dispone: «El Sarre es autónomo en materia de poder legislativo, administración y poder judicial». En virtud de los artículos 2 y 3, el representante de Francia en el Sarre tiene un poder reglamentario con el fin de garantizar la aplicación de la legislación monetaria y aduanera en el Sarre, y tiene en tres casos derecho de veto: en caso de amenaza a la política monetaria o aduanera, en caso de no respeto a las obligaciones internacionales o en caso de amenaza a la independencia política del Sarre. El 9 de mayo siguiente, por medio de un discurso inspirado por Jean Monnet, el ministro de relaciones exteriores francés Robert Schuman propuso integrar las industrias del carbón y el acero de Europa Occidental. Este pronunciamiento pasó a conocerse como la Declaración Schuman.
Durante las elecciones estatales de Sarre de 1952, Johannes Hoffmann fue reelegido ministro-presidente del Sarre. El 25 de octubre siguiente, fracasan las negociaciones sobre el acuerdo de una declaración de principios para la europeización del Sarre.

## Proceso de ratificación del estatuto

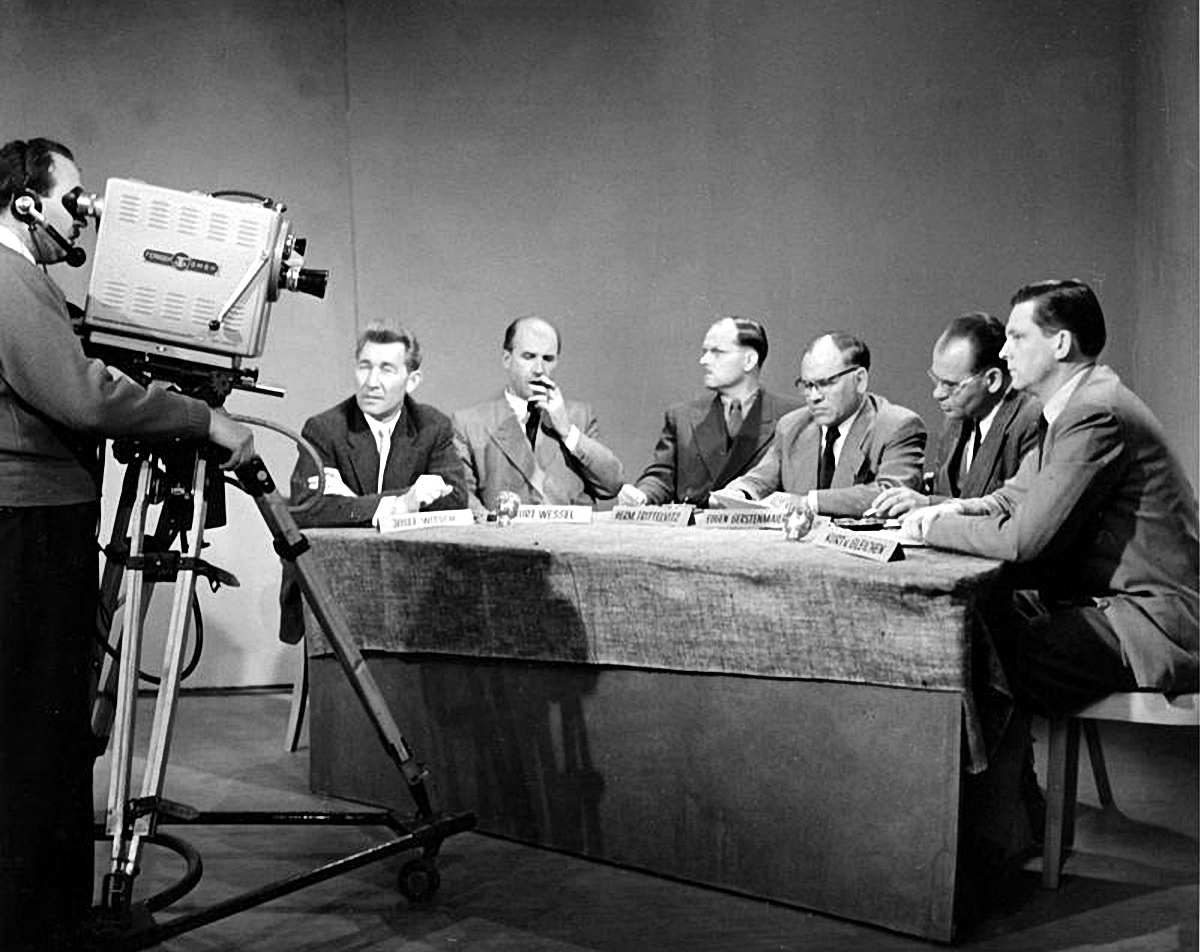
Debate televisado del 3 de noviembre de 1953 sobre la cuestión del Sarre.

El 1 de octubre de 1953, el parlamento del Sarre aprobó la decisión relativa al estatuto europeo: «El Parlamento ha manifestado en repetidas ocasiones su actitud favorable a la solución europea del problema sarrense y subraya la necesidad de que el futuro del Estado sea adoptado por la mayoría del Consejo de Europa en asamblea consultiva. Es necesaria también una consulta popular». El 11 de diciembre, durante un viaje a París, el canciller de Alemania Konrad Adenauer declaró: «No habrá europeización del Sarre en tanto que no se ratifiquen las fuerzas armadas europeas, ya que una europeización no tendría sentido sin la existencia de una Europa».
En el marco de los Acuerdos de París de 1954, Francia y la República Federal de Alemania (RFA) decidieron dar al Sarre un «estatuto europeo» con la perspectiva de la independencia. Saarbrücken sería de esta forma la capital de Europa. París y Bonn (a la sazón, capital de la RFA) decidieron aprobar la medida por medio de un referéndum.
Durante la campaña del referéndum convocado el 23 de octubre de 1955, los partidos CDU (Unión Demócrata Cristiana), DPS (Partido Demócrata del Sarre, actualmente parte del Partido Democrático Libre) y DSP (nombre utilizado en el Sarre por el SPD), se asocian para formar el «Deutscher Heimatbund» (Confederación de la Patria Alemana), después de que Adenauer recomendara votar a favor del estatuto. Sin embargo, el 67,7 % de los votantes se pronunciaron en contra del estatuto por lo que el 24 de octubre, Hoffmann dimitió como ministro-presidente del Sarre. Así, el 29 de octubre, el Parlamento aprobó la formación de un «Fachkabinett» (gobierno compuesto por técnicos), presidido por Heinrich Welsch. El Parlamento votó su propia disolución.
El 4 de junio de 1956, el primer ministro Guy Mollet y Adenauer acordaron en Luxemburgo que el Sarre sería integrado económicamente en la RFA a más tardar el 1 de enero de 1957, mientras que su integración política en Alemania se realizará a más tardar el 1 de enero de 1960.